# Limnophila heterophylla
Limnophila heterophylla (Roxb.) Benth. è una pianta d'acqua dolce appartenente alla famiglia delle Plantaginaceae.

## Distribuzione e habitat
Proviene dagli stagni dell'est dell'Asia, dove è diffusa dall'India alla penisola Malese e all'Indocina e a nord in Cina. Cresce anche in acqua salmastra e nelle risaie.

## Coltivazione
È una pianta comune in commercio, spesso utilizzata per decorare l'acquario o i laghetti.

## Conservazione
Questa specie viene classificata come "a rischio minimo" (Least Concern) dalla lista rossa IUCN perché non sembra essere minacciata da particolari pericoli e ha un areale molto ampio.